# Pomnik 1 Dywizji Pancernej w Warszawie
Pomnik 1 Dywizji Pancernej gen. Stanisława Maczka – monument znajdujący się na placu Inwalidów w warszawskiej dzielnicy Żoliborz. 

## Opis

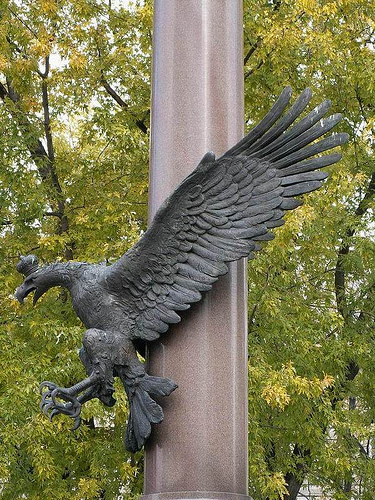
Rzeźba orła na pomniku

Autorami pomnika są: Jerzy Sikorski (rzeźba) i Andrzej Kiciński (oprawa architektoniczna). Monument odsłonięto 30 września 1995 na placu Inwalidów, na osi al. Wojska Polskiego.
Fundatorami pomnika było 40 miast Belgii, Holandii, Francji i Szkocji oraz polscy weterani II wojny światowej z całego świata. 
Monument ma formę kolumny na cokole zwieńczonej trzema symbolami 1 Dywizji: szyszakiem, skrzydłami husarskimi i fragmentem gąsienicy czołgu. Na 1/3 jej wysokości umieszczono orła z rozpostartymi skrzydłami. Na cokole pomnika znajduje się napis: Żołnierz polski walczy na wszystkich frontach o wolność wszystkich narodów, ale życie oddaje tylko za własną ojczyznę.